# Vĩnh Trà
Vĩnh Trà là một tỉnh cũ của Việt Nam Cộng hòa.

## Địa lý
Tỉnh Vĩnh Trà có vị trí địa lý:
- Phía đông giáp tỉnh Bến Tre
- Phía tây giáp tỉnh Cần Thơ
- Phía nam giáp Biển Đông
- Phía bắc giáp tỉnh Sa Đéc.

## Hành chính
Tỉnh Vĩnh Trà có 10 đơn vị hành chính huyện, bao gồm 2 thị xã: Vĩnh Long, Trà Vinh và 8 huyện: Càng Long, Cái Ngang, Cầu Ngang, Châu Thành, Duyên Hải, Tam Bình, Trà Cú, Vũng Liêm.

## Lịch sử
Năm 1950, tỉnh Vĩnh Trà thành lập Quận Ba trên cơ sở 6 xã: Lục Sĩ Thành, Thiện Mỹ, Tân Mỹ, Ngãi Tứ, Bình Ninh, Loan Mỹ của quận Trà Ôn; 3 xã: Hòa Bình, Xuân Hiệp, Thới Hòa của quận Tam Bình và 5 xã: Trà Côn, Hựu Thành, Thuận Thới, Vĩnh Xuân, Tích Thiện của quận Cầu Kè.
Ngày 27 tháng 6 năm 1951, Ủy ban Kháng chiến Hành chính Nam Bộ ban hành Nghị định số 174/NB-51 về việc thành lập tỉnh Vĩnh Trà trên cơ sở tỉnh Vĩnh Long và tỉnh Trà Vinh.
Ngày 17 tháng 7 năm 1951, Ủy ban Hành chính Kháng chiến Nam Bộ ban hành Nghị định số 197/NB-51 về việc thành lập huyện Duyên Hải trên cơ sở 3 xã: Hiệp Thạnh, Trường Long Hòa, Long Toàn thuộc huyện Cầu Ngang và xã Long Vĩnh thuộc huyện Trà Cú.
Tháng 7 năm 1951, Ủy ban Kháng chiến Hành chính Nam Bộ ban hành Nghị định số 199/NB-51 về việc:
- Đổi tên huyện Châu Thành cũ thuộc tỉnh Vĩnh Long cũ thành huyện Cái Ngang.
- Đổi tên huyện Mang Thít cũ thuộc tỉnh Vĩnh Long cũ thành huyện Vũng Liêm.
- Đổi tên Huyện Ba cũ thuộc tỉnh Vĩnh Long cũ thành huyện Tam Bình.
- Sáp nhập huyện Tiểu Cần thuộc tỉnh Trà Vinh cũ vào huyện Càng Long.

Tỉnh Vĩnh Trà có 2 thị xã: Vĩnh Long, Trà Vinh và 8 huyện: Càng Long, Cái Ngang, Cầu Ngang, Châu Thành, Duyên Hải, Tam Bình, Trà Cú, Vũng Liêm.
Ngày 1 tháng 10 năm 1951, chính quyền Bảo Đại thành lập quận Ba Động trên cơ sở một phần của quận Cầu Ngang.
Ngày 16 tháng 4 năm 1952, giải thể quận Ba Động.
Cuối năm 1954, Trung ương và Xứ ủy Nam bộ ban hành Quyết định về việc chia tỉnh Vĩnh Trà thành hai tỉnh Vĩnh Long và Trà Vinh.
Ngày 24 tháng 2 năm 1976, Chính phủ Cách mạng lâm thời Cộng hòa miền Nam Việt Nam ban hành Nghị định số 3/NQ/1976 về việc hợp nhất tỉnh Vĩnh Long và tỉnh Trà Vinh thành một tỉnh mới, lấy tên là tỉnh Vĩnh Trà.
Tỉnh Vĩnh Trà có 2 thị xã: Vĩnh Long (tỉnh lỵ), Trà Vinh và 12 huyện: Bình Minh, Cái Nhum, Càng Long, Cầu Kè, Cầu Ngang, Châu Thành Đông, Châu Thành Tây, Tam Bình, Tiểu Cần, Trà Cú, Trà Ôn, Vũng Liêm.
Ngày 27 tháng 7 năm 1976, Quốc hội ban hành Nghị quyết về việc đổi tên tỉnh Vĩnh Trà thành tỉnh Cửu Long.